# Neuroaid
NeuroAiD est un traitement naturel par voie orale indiqué dans la récupération post-AVC.
Issu de la médecine traditionnelle chinoise (MTC), NeuroAiD a été développé en Chine pour aider les patients à récupérer leurs fonctions neurologiques endommagées lors d'un accident vasculaire cérébral (AVC). Depuis 2006, Neuroaid est commercialisé dans plus de 35 pays dans le monde sous une forme améliorée par la société biopharmaceutique Moleac Pte Ltd, basée à Singapour.

## Informations générales

### NeuroAiD I and NeuroAiD II
Il existe deux versions de Neuroaid: NeuroAiD (MLC601) et NeuroAiD II ou NurAiD II (nom de marque en Europe) (MLC901). MLC 601 et 901 font référence au mélange des ingrédients naturels contenus dans le traitement. Neuroaid aide à récupérer les fonctions neurologiques (motrices, sensorielles et cognitives) perdues après un AVC ou un traumatisme crânien.
Neuroaid est distribué mondialement dans plusieurs pays, principalement d'Asie et du Moyen-Orient. Les médecins prescrivent de nombreux traitements pour prévenir le risque d'un nouvel AVC. Neuroaid est considéré comme un ajout à ce traitement de prévention secondaire. Enregistré en tant que Médecine Traditionnelle Chinoise à Singapour (Juillet 2006), NeuroAiD est vendu en [OTC] localement.

### Composition
Neuroaid est constitué de 14 ingrédients issus de la pharmacopée chinoise dont les principaux ingrédients sont Radix Astragali, Radix Salviae Miltiorrhizae, Radix Paeoniae Rubra, Radix Polygalae, et Radix Angelicae Sinsensis

### Standards de qualité
Neuroaid est conforme aux « Good Manufacturing Practices » en vigueur (GMP). En 2002, les MTC ont été reconnues comme étant des médicaments à part entière par l’Organisation Mondiale de la Santé (OMS).
Neuroaid suit les recommandations de l’Organisation Mondiale de la Santé sur la qualité: l’absence de métaux lourds est systématiquement testée ainsi que des tests microbiologiques, les ingrédients matière première sont vérifiés selon les standards industriels en vigueur et le dosage recommandé correspond à l’usage traditionnel bien établi.

## Dosage
Le traitement indiqué est de quatre capsules, trois fois par jour, pendant trois mois. Il existe aussi un traitement « starter » qui peut être suivi pendant un mois.

## Mécanismes d’action
La dernière étude a montré les propriétés neuroprotectrices et neuroproliferatives de NeuroAiD601, d’où son rôle potentiel dans la neuroplasticité après un AVC. Il a été prouvé que Neuroaid stimule la sécrétion de BDNF. Les résultats in vitro et in vivo montrent que Neuroaid renforce les cellules contre les agressions de glutamate, augmente la croissance des neurones et de leurs connexions et réduit le volume de l’infarctus, ce qui améliore les fonctions neurologiques post-AVC.

## Sécurité et efficacité
Neuroaid I (MLC601) n’a pas terminé les quatre phases d’essais cliniques nécessaires pour être enregistré en tant que médicament en Europe et aux États-Unis. Cependant, il a été enregistré dans de nombreux pays d'Asie et du Moyen-Orient en tant que supplément alimentaire et où il était administré dans le cadre de la récupération post-AVC. Neuroaid I n'est plus disponible à la vente depuis 2018.
Neuroaid II (MLC901) a été mis sur le marché à partir de 2010 sous forme de complément alimentaire, et est disponible dans plus de 35 pays, notamment en Asie, au Moyen-Orient et en Europe.

### Interactions et effets secondaires
A ce jour, aucune interaction de Neuroaid avec d'autres médicaments n'a été enregistrée. Des essais cliniques ont montré que Neuroaid n'interagit pas avec l’aspirine.
De rares effets secondaires ont été constatés lors des essais cliniques: migraines, nausées, vomissements, diarrhée et un assèchement de la gorge après plusieurs mois de traitement de Neuroaid, nécessitant de boire davantage d’eau. Ces effets secondaires ont été reportés sur 0,5 % des patients soumis aux tests. .

### Tests biochimiques
Des tests biochimiques menés en 2008 ont montré que Neuroaid ne modifie pas l’hémostase, l’hématologie et la biochimie chez les individus sains ou ayant subi un AVC. Ce test biochimique n’a révélé aucune interaction avec l’aspirine. Le traitement n’augmente pas non plus les risques de saignement, de thrombose et n’a aucun effet sur la pression artérielle, le fonctionnement du foie et des reins.

## Études pré-cliniques et cliniques

### Études par les laboratoires
Les équipes des professeurs C. Heurteaux et Michel Lazdunski ont démontré sur un modèle animal d’ischémie focale que Neuroaid (MLC 901) avait des fonctions neuroprotectrices, neuroplastiques et neuroproliferatives (neurogénèse). Cela voudrait dire que le traitement a trois effets: premièrement renforcer les neurones (neuroprotection), ensuite stimuler les neurones encore vivants après l’AVC pour qu’ils puissent effectuer des tâches qu’ils ne pouvaient pas effectuer initialement, enfin provoquer la croissance de nouveaux neurones dans le cerveau,. Plusieurs publications scientifiques internationales montrent que Neuroaid II est aussi efficace dans un modèle animal d'ischémie-reperfusion myocardique, ainsi que dans plusieurs modèles animaux de récupération post-traumatisme crânien,.

### Études cliniques

#### Essai clinique à grande échelle en phase chronique de l’AVC
En janvier 2009, la revue Stroke a publié un papier résumant l’étude clinique qui compare Neuroaid à une autre Médecine Traditionnelle Chinoise sur 605 patients ayant subi un AVC. Les patients ont commencé le traitement entre deux semaines et six mois après leur AVC. Les résultats de l’étude ont montré que Neuroaid donnait 2,4 fois plus de chances de retrouver son indépendance et réduisait de 25 % en moyenne les déficits moteurs. Il n’y a pas eu d’effet secondaire significatif reconnu dans cette étude.

#### Essai clinique à grande échelle en phase aigüe de l’AVC
Un essai clinique de grande ampleur a été mené en Asie sur 1100 patients recevant Neuroaid (MLC601) dans les 72 heures après leur AVC. L’étude a été menée selon les dernières méthodes d’essais cliniques sur les AVC et en observant les règles ICH et GCP. Les patients recrutés se sont vus administrer 4 capsules, trois fois par jour pendant trois mois, en plus du traitement médical usuel. Le protocole de l’étude a été publié dans la revue scientifique « international journal of stroke » et les mises à jour sont publiées régulièrement sur clinicaltrials.gov 
Résultats disponibles en anglais sur le site du National Center for Biotechnology Information : « MLC601 is statistically no better than placebo in improving outcomes at 3 months when used among patients with acute ischemic stroke of intermediate severity. Longer treatment duration and follow-up of participants with treatment initiated after 48 hours may be considered in future studies ».

#### SAMURAI
Une étude clinique en double aveugle, randomisée et contrôlée par placebo, appelée SAMURAI (Safety and efficacy of MLC901 in post-traumatic brain injury), est actuellement menée en Russie afin de caractériser l'effet du MLC901 dans le cadre de la récupération des fonctions cognitives après un traumatisme crânien.

#### Autres projets pilotes

##### TIERS
Une étude pilote de phase II en double aveugle, randomisée et contrôlée par placebo, appelée TIERS, a été menée sur 40 patients recevant quatre capsules trois fois par jour pendant quatre semaines. Les patients participant à l’étude commencent le traitement moins d’un mois après leur AVC. Les résultats publiés en 2009 ont montré que Neuroaid était 58 % plus efficace que le panel placebo et que les cinq patients ayant le mieux réagi à Neuroaid ont récupéré 39 % plus que les cinq patients ayant le mieux réagi au traitement placebo.

##### European Neurology
L’étude de cas appelée European Neurology a été effectuée en 2008 sur 10 patients entre une semaine et six mois après leur AVC. Des progrès ont été remarqués sur le bilan moteur ainsi que sur les fonctions visuelles et de la parole. Les résultats du cas sont les suivants : six réhabilitations complètes, deux bonnes réhabilitations, une moyenne et une mauvaise réhabilitation. 

##### BRAINS
Une étude clinique pilote de 9 mois, randomisée et controlée par placebo, appelée BRAINS (Brain injury and Neuroaid supplementation), a été menée sur 78 patients afin d'examiner la sécurité et les effets potentiels du MLC901 sur le fonctionnement cognitif après un traumatisme crânio-cérébral. Les résultats publiés en 2018 dans la revue scientifique European journal of Neurology montrent que le MLC901 est sûr, bien toléré et efficace chez les patients souffrant d'un traumatisme crânien léger à modéré, notamment sur la récupération des fonctions cognitives.